# Евро-0
Евро-0 — экологический стандарт, регулирующий содержание вредных веществ в выхлопных газах. Был введён на территории большинства стран Европы в 1988 году. Заменен стандартом Евро-1 в 1992 году.
Предусматривает выброс бензиновыми двигателями:
- оксида углерода (CO) — не более 11,2 г/(кВт*ч) (грамм на киловатт-час)
- углеводородов (СН) — не более 2,4 г/(кВт*ч)
- оксидов азота (NOх) — не более 14,4 г/(кВт*ч)
- твёрдые частицы — не регламентировано
- дымность — не регламентировано.

По выбросу дизельными двигателями информации нет.

### В России
В России данные правила не действовали. В просторечии используется как обозначение перекалиброванного программного обеспечения ЭБУ автомобиля, в котором отключены часть датчиков отвечающих за соблюдение экологических норм. 
Данное обозначение используется как для бензиновых автомобилей, так и дизельных. Как правило обозначение Евро-0 указывает на отсутствие экологического класса у транспортного средства в просторечии, а не соответствие его нормам Евро-0. Данное "народное" обозначение заменило собой обозначение Россия-83. Технические условия, по Правилу ЕЭК ООН № 83. И в том, и в другом случае в Российском паспорте транспортного средства в графе экологический класс будет отсутствовать.